# 瓦爾德馬二世
勝利王瓦爾德馬（丹麥語：Valdemar Sejr，1170年5月9日—1241年3月28日），丹麥與文德人的國王。

## 早年
1182年瓦爾德馬一世去世，瓦爾德馬二世被克努特六世封為南日德蘭（石勒蘇益格）公爵，石勒蘇益格主教瓦爾德馬·克努特森被任命為攝政，直至瓦爾德馬二世成年為止。瓦爾德馬·克努特森野心勃勃，以瓦爾德馬二世的名義爭取德意志貴族的支持，暗中與荷爾斯泰因伯爵阿道夫三世密謀推翻克努特六世並自立為王。當瓦爾德馬·克努特森被選為隆德大主教後，開始公開談論他的計劃。瓦爾德馬二世向瓦爾德馬·克努特森要求於1192年在奧本羅會面，公爵命令部下逮捕主教，並以鐵鏈將其綁縛至北西蘭的索堡城堡中，並在接下來被囚禁13年。1199年阿道夫三世試圖提升在丹麥南部的勢力，瓦爾德馬二世攻打阿道夫三世在伦茨堡的堡壘。1201年瓦爾德馬二世擊敗阿道夫三世的軍隊，並將他囚禁於索堡城堡中3年。為了贖回他的自由，阿道夫三世只好於1203年將自己在易北河以北的所有的土地轉交到瓦爾德馬二世手中。
1202年兄長克努特六世突然去世，死後無嗣，瓦爾德馬二世繼承王位。

## 在位時期
瓦爾德馬二世即位後，神聖羅馬帝國正處內戰。現任神聖羅馬皇帝奧托四世（韋爾夫家族）正在與士瓦本的菲利普（霍亨斯陶芬家族）相互對抗。瓦爾德馬二世選擇與奧托四世結盟對抗菲利普。1203年瓦爾德馬二世入侵並吞併呂貝克及荷爾斯泰因公國。1204年瓦爾德馬二世率領丹麥軍隊至挪威王國維肯支持牧杖黨國王埃林·斯泰因維格奪取王位。最後引發了戰爭，直至1208年樺樹皮鞋黨國王英格二世效忠於瓦爾德馬二世為止。
1207年不來梅的大多數的教眾推舉瓦爾德馬·克努特森成為大主教，士瓦本的菲利普立即表態支持，因為二人可共同對抗瓦爾德馬二世。瓦爾德馬二世向教宗英諾森三世抗議，英諾森三世希望經過調查後再決定。但是瓦爾德馬·克努特臣違反英諾森三世的命令離開羅馬前去不來梅。英諾森三世先以咒逐的形式絕罰瓦爾德馬·克努特森，再於1208年革除瓦爾德馬·克努特森的石勒蘇益格主教職位。1209年英諾森三世委任瓦爾德馬二世的顧問及密友尼古拉一世為石勒蘇益格主教。1214年瓦爾德馬二世更委任尼古拉一世為丹麥首席大臣。

### 東征愛沙尼亞
1219年，瓦爾德馬二世率領一支龐大的艦隊向東航行，隆德大主教安德斯‧蘇內森和好幾名主教和牧師隨軍前行。6月12日，艦隊停靠在愛沙尼亞的林德尼西。軍隊登陸時，幾乎沒有遇到抵抗就佔領了整個城市。愛沙尼亞人派出他們的首領帶著禮物來向丹麥軍隊投誠。他們向瓦爾德馬二世保證愛沙尼亞人將服從國王，並同意接受基督教洗禮。可惜這是一個騙局，當他們來到丹麥營地假意投降時，暗中卻在集結軍隊。同時也趁機探聽了丹麥營地內的情況。6月15日，瓦爾德馬二世的軍隊剛剛吃過晚飯，愛沙尼亞人突然從五個方向對丹麥兵營發起猛烈進攻。丹麥士兵被打得暈頭轉向，他們匆忙拿起武器，但是無法列成隊形。瓦爾德馬二世的軍隊已經潰不成軍。安德斯‧蘇內森在戰鬥最激烈時，在附近的一個高地上下跪祈禱戰鬥勝利。這時，天空中忽然飄下一面紅底白十字旗，並聽到空中有個聲音在說：“當旗子被舉起的時候，你們將徹底贏得勝利……” 於是，旗子被高高舉起，丹麥軍隊士氣大增，他們個個勇敢無比，以一當十，頂住了愛沙尼亞人的進攻。此時，參加這次東征的文德人軍隊也已趕到，他們和丹麥士兵一起，把愛沙尼亞人打得大敗。據說，安德斯‧蘇內森祈求上帝保佑勝利時，他將雙臂伸向空中，丹麥軍隊就勝利。如果他累了，放下手臂時，丹麥軍隊就敗退。幸好有兩位教士在決定性的時刻一直支撐著他的雙手，使得丹麥人獲得了全面勝利。

### 博恩赫沃德戰役

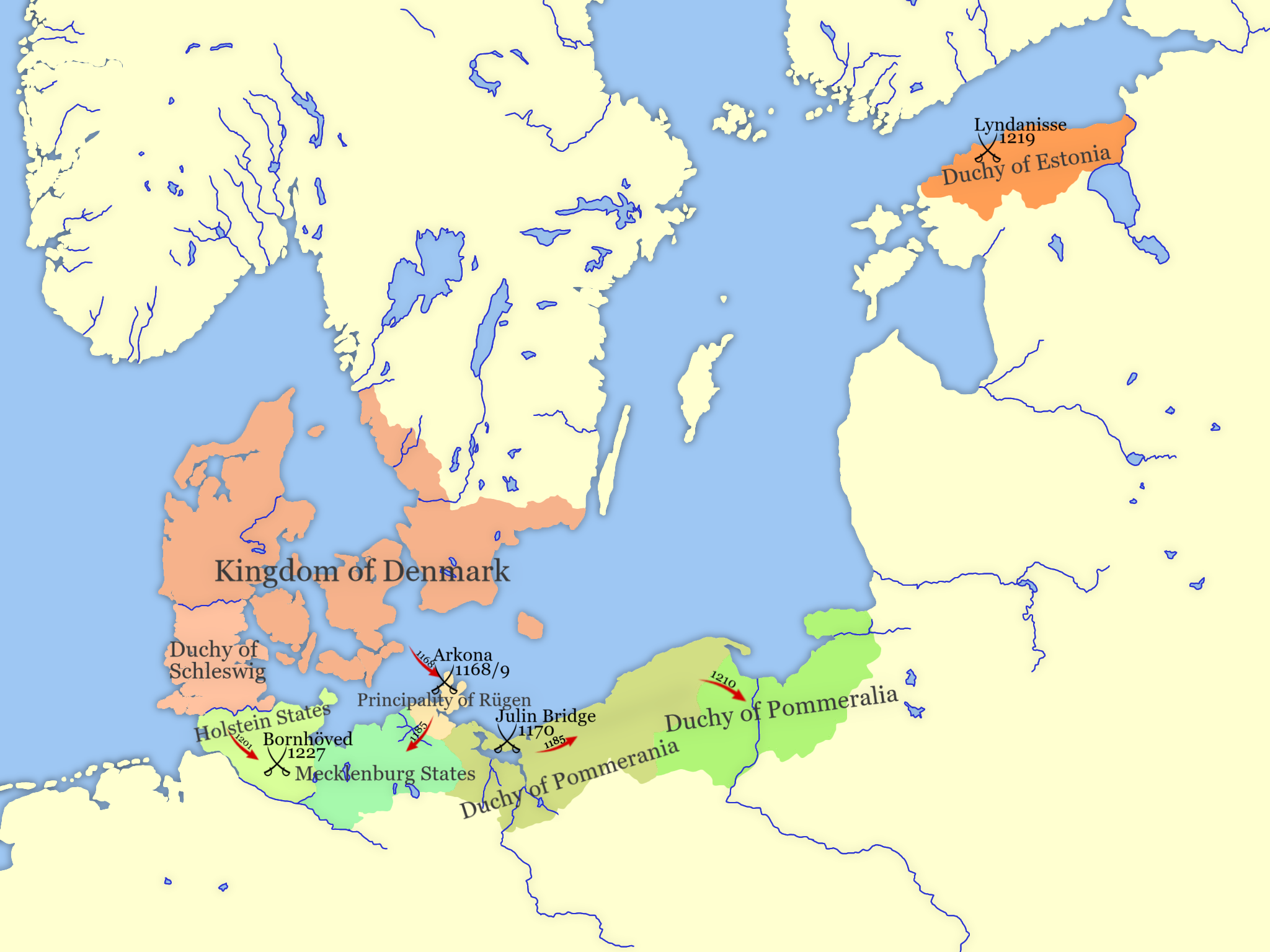
瓦爾德馬二世所統治的疆域（約1220年）， 包括今愛沙尼亞北部，與瑞典南部的斯堪尼、布萊金厄和哈蘭（斯堪尼地區）

林德尼西戰役後，丹麥的版圖除原有的領土外，加上新征服的土地，東有愛沙尼亞，南有呂根島。此外，神聖羅馬皇帝腓特烈二世將易北河以北的土地割讓予瓦爾德馬二世。1223年瓦爾德馬二世與其長子瓦爾德馬於呂島狩獵時遭詩威林伯爵海因里希一世綁架。海因里希一世向丹麥提出，要求瓦爾德馬二世必須放棄除呂根島外波羅的海以南的所有領土，才能將國王與王子釋放，並要求瓦爾德馬二世起誓永不進行報復。為返回丹麥，瓦爾德馬二世接受所有條件。瓦爾德馬二世回丹麥後，立即致書教宗和諾理三世，要求允許他違背不報復的誓言。教宗同意他的要求。瓦爾德馬二世隨後集結軍隊討伐海因里希一世。海因里希一世同部分北德意志諸侯聯合起來對付瓦爾德馬二世。雙方於1227年交戰於荷爾斯泰因的博恩赫沃德。瓦爾德馬二世被聯軍打敗，並在戰爭中失去一隻眼睛。後瓦爾德馬於1231年在北日德蘭狩獵中，被弓箭誤射而死。

### 日德蘭法典

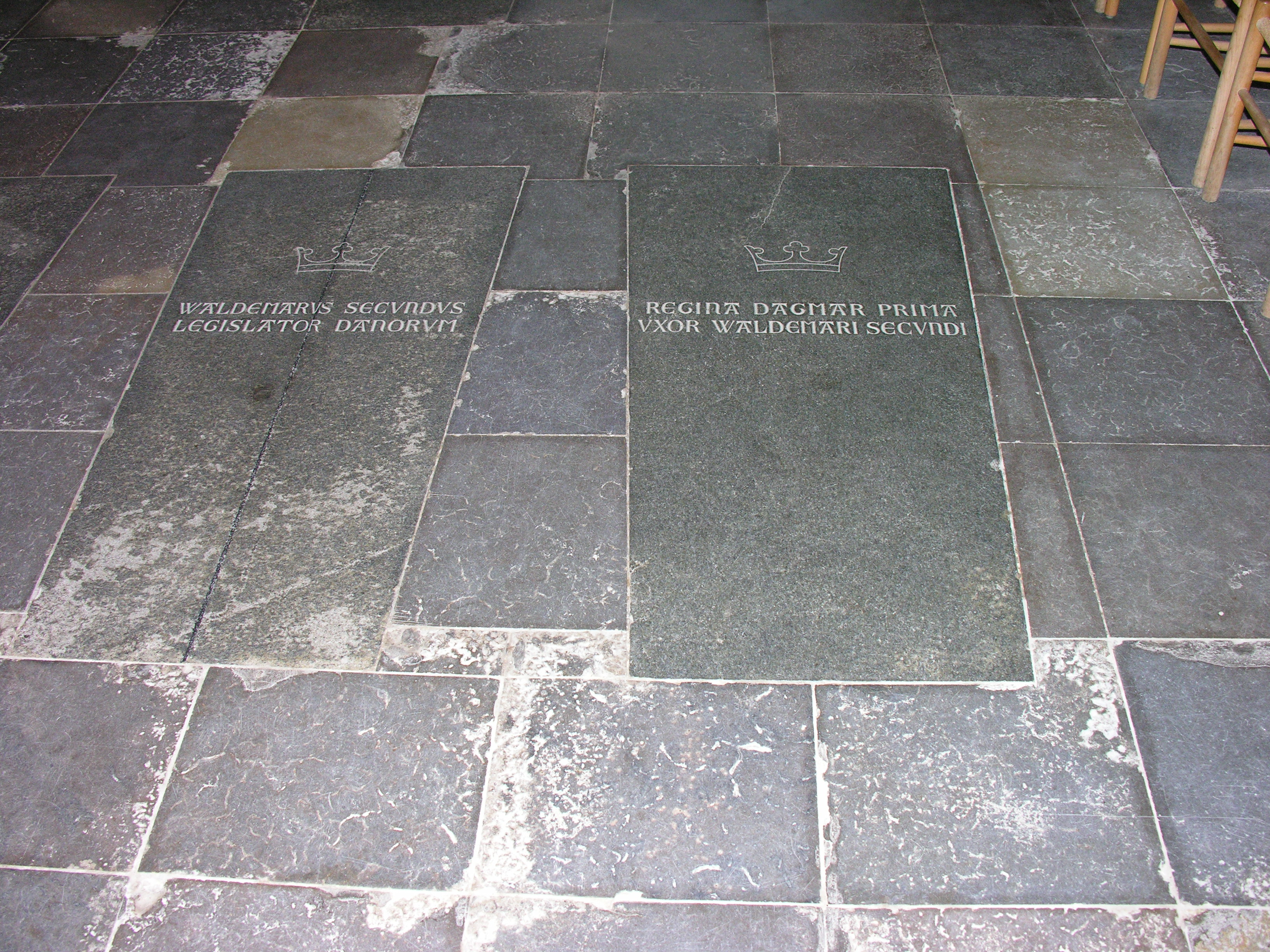
靈斯泰茲聖本特教堂的瓦爾德馬二世與波西米亞的達格瑪的墓地

瓦爾德馬二世的一生致力擴展丹麥版圖，可惜在1223年後，丹麥在波羅的海以南的領土只剩下呂根島。除了征戰，他亦致力整頓內政包括重整丹麥軍隊、賜與服兵役的男丁土地，及有效地控制教會及貴族等。他最大的貢獻是將所有日德蘭、西蘭島和斯堪尼的古老法律條例都收集起來，彙編成《日德蘭法典》，希望丹麥成為一個法治國家，這些規範被使用至1683年。在這部法律大全的開頭有這麼—句話：“必須以法治國”。1241年瓦爾德馬二世在沃爾丁堡舉行的貴族會議核准了《日德蘭法典》。不久，瓦爾德馬二世逝世，葬於靈斯泰茲的第一任妻子波西米亞的達格瑪的身旁。

## 家庭
- 波西米亞的達格瑪（英语：Dagmar of Bohemia）（1186-1212）：1205年結婚，波希米亞國王奧托卡一世之女
  - 瓦爾德馬（英语：Valdemar the Young）（1209-1231）：丹麥國王（與其父共治）
- 葡萄牙的貝倫加麗亞（英语：Berengaria of Portugal）（約1198-1221）：1214年結婚，葡萄牙與阿尔加维国王桑喬一世之女
  - 埃里克四世（1216-1250）：丹麥國王
  - 蘇菲亞（1217-1247）：布蘭登堡藩侯約翰一世夫人
    - 約翰二世(約1237-1281)：布蘭登堡-施滕達爾藩侯
    - 奧托四世(約1238-1308)：布蘭登堡-施滕達爾藩侯
    - 康拉德一世(約1240-1304)：布蘭登堡-施滕達爾藩侯

  - 艾貝爾（1218-1252）：丹麥國王
    - 瓦爾德馬三世（英语：Valdemar III, Duke of Schleswig）（1238-1257）：石勒蘇益格公爵
    - 埃里克一世（英语：Eric I, Duke of Schleswig）（約1241-1272）：石勒蘇益格公爵

  - 克里斯托弗一世（1219-1259）：丹麥國王
    - 埃里克五世（1249-1286）：丹麥國王